# Элфорд, Алан
Алан Элфорд (англ. Alan F. Alford, 1961 — 14 ноября 2011) — английский писатель и независимый исследователь, который широко признан как один из ведущих мировых специалистов по античной мифологии, происхождению религии мира, египтологии.

## Биография
Алан Элфорд родился в Англии. Учился в гимназии имени короля Эдуарда VI в городе Саутгемптон (Школа короля Эдуарда VI). В 1982 г. он получил степень в области коммерции в Бирмингемском университете. Позже в 1985 г. получил квалификацию дипломированного бухгалтера (Институт бухгалтеров Англии и Уэльса), а в 1993 году — диплом магистра управления бизнесом, в университете Ковентри.
Алан Элфорд работал бухгалтером, получил опыт работы в строительстве, аэрокосмической и водопроводной индустрии.
В середине 1980-х годов, Алан Элфорд был заинтригован теорией «древних астронавтов» Эриха фон Дэникена, которая была далее развита Захарией Ситчиным. Он стал посвящать значительную часть своего свободного времени изучению древнего прошлого, посещению древних городов в мире, рассуждая о вечных вопросах: кто мы и откуда мы пришли. По состоянию на 2003 г., он побывал более чем в двадцати четырех странах, включая Грецию, Египет, Ливан, Израиль, Иорданию, Мексику, Перу, Боливию, Китай и Непал. Он лично на протяжении 17 лет провел исследование литературы из многих противоположных теорий, которые пытаются объяснить загадки таинственного прошлого человечества.
В 1996 г. Алан Элфорд самостоятельно опубликовал свою первую книгу «Боги нового тысячелетия», в поддержку теории «древних астронавтов», и начал продавать ее через Интернет. Через несколько месяцев книга была напечатана и в 1997 г. стала бестселлером номер одиннадцать в Великобритании (впоследствии была переведена на девять языков).
После успеха первой книги, Алан решил полностью посвятить себя изучению древней истории и позже написал еще пять книг.
В 1998 г. он ошеломил читателей своей первой книги «Боги нового тысячелетия», опубликовав книгу «Решение Феникс», которая рассматривала недостатки теории «богов во плоти и крови». Элфорд утверждал, что боги, которые спустились с небес на землю, были не древними астронавтами (см. «Палеоконтакт»), а персонификацией катаклизмов от начала существования мира, какими-то катастрофическими событиями из прошлого (метеорит, погибшая планета). Аргументы Элфорда действительно были настолько сильны, что Захария Ситчин и ведущие последователи теории «древних астронавтов» угрожали ему позывом на 50 миллионов долларов на том основании, что его замечания дискредитировали теорию Ситчина и уничтожили его репутацию. Результаты своих дальнейших опытов на эту тему Алан опубликовал в книге «Когда боги спустились с небес», которая была издана в 2000 г.
В октябре 2001 г. Алан Элфорд издал свою четвёртую книгу «Атлантис секретно». В этой книге Алан утверждает, что Атлантида не была островом, материком или вообще каким-то земным образованием, а была планетой, вращающейся вокруг Солнца. Элфорд обращается к египетским корням Атлантиды (есть мнение, что труды Платона, в которых встречается упоминание Атлантиды — это перевод Солона, который в свою очередь изложил истории, которые слышал во время своего путешествия в Египте) и собственной интерпретации египетских легенд, пытаясь найти в них свидетельства взрыва планеты, которое должно быть каким-то образом отражено при составлении мифов. Немаловажно, что Элфорд получил поддержку своей теории об Атлантиде от профессора Кристофера Хилла с Университета Эксетера в Англии — одного из ведущих специалистов в мире по Платону и истории об Атлантиде, который написал предисловие к книге.
В мае 2003 г. Элфорд самостоятельно опубликовал свою пятую книгу «Пирамида тайн», а в октябре 2004 г. шестую книгу «Смерть и возрождение Бога в Древнем Египте».
Был женат, но детей не имел. Жил в городе Саутгемптон (Англия). Цель Алана в жизни: достижение личного духовного просветления и закладывание основы для возможного объединения всех религий мира.
В последнее время Алан и его жена Суму проводили большую часть своего свободного времени, занимаясь благотворительностью в Непале, и именно там Алан погиб в результате трагического несчастного случая в ноябре 2011 года.

## Присоединение к теории древних астронавтов
В первой книге Элфорд рассматривает возможность того, что человеческая культура и даже сам человек были созданы цивилизацией богов «из плоти и крови», которая имеет неземное происхождение. Хотя базой для работы Элфорда стали труды упомянутого Захария Ситчина и Эриха фон Дэникена, он не всегда соглашается с их теориями. В книге рассматриваются несколько непонятных загадок истории, науки и религии. Такие, как происхождение человека, внезапные вспышки древних цивилизаций Шумера, Египта, целый ряд архитектурных загадок прошлого, которые неизвестно каким образом были созданы с примитивными технологиями меди и железного века (Баальбек, пирамиды Гизы, Стоунхендж, геоглифы Наски в Перу) и тому подобное.
В поддержку своих теорий Элфорд представил информацию, особенности исследования и исторические работы, которые как правило не соглашаются с «классическими» теориями и игнорируются.
Но уже через два года, после углубленного изучения Элфордом текстов пирамид, он начал сомневаться в своей теории. В своей второй книге «Путь Феникса» Алан предполагает, что боги олицетворяли собой давнюю катастрофу (взрыв планеты), который вызвал появление или развитие жизни на Земле.

## Произведения
- (англ.) «Боги нового тысячелетия». — Gods of the New Millennium, Hodder & Stoughton, 1997; published by Eridu Books, 1996.
- (англ.) «Путь Феникса». Тайны забытой цивилизации. — The Phoenix Solution, Hodder & Stoughton, 1998.
- (англ.) «Когда Боги спустились с небес». — When the Gods Came Down, Hodder and Stoughton, 2000.
- (англ.) «Атлантис секретно». — The Atlantis Secret, Eridu Books, 2001.
- (англ.) «Пирамида тайн». — Pyramid of Secrets, Eridu Books, 2003.
- (англ.) «Северное солнце». Смерть и возрождение бога в древнем Египте. — The Midnight Sun, Eridu Books, 2004.